# Chorisoneura castanea
Chorisoneura castanea är en kackerlacksart som beskrevs av Rocha e Silva 1971. Chorisoneura castanea ingår i släktet Chorisoneura och familjen småkackerlackor. Inga underarter finns listade i Catalogue of Life.